# Trichodezia albovittata
Trichodezia albovittata là một loài bướm đêm trong họ Geometridae.